# A Real Madrid CF 2009–2010-es szezonja
A Real Madrid CF 2009–2010-es szezonja a csapat 106. idénye volt fennállása óta, sorozatban a 79. a spanyol első osztályban.

## Mezek
Gyártó: Adidas/
mezszponzor: bwin
| Hazai | Vendég | Harmadik |

## Átigazolások

### Érkezők
| Mezszám | Poz. | Nemzet   | Név               | Kor | EU | Honnan              | Szerződés megnevezése   | Átigazolási időszak | Szerződés vége | Átigazolás összege | Forrás |
| ------- | ---- | -------- | ----------------- | --- | -- | ------------------- | ----------------------- | ------------------- | -------------- | ------------------ | ------ |
| 19      | V    | argentin | Ezequiel Garay    | 21  | EU | Racing de Santander | Kölcsönből vissza       | Nyár                | 2013           | ingyen             |        |
| 2       | V    | spanyol  | Álvaro Arbeloa    | 26  | EU | Liverpool           | Átigazolás              | Nyár                | 2014           | 4.5M €             |        |
| 8       | KP   | brazil   | Kaká              | 27  | EU | Milan               | Átigazolás              | Nyár                | 2015           | 67M €              |        |
| 9       | CS   | Portugál | Cristiano Ronaldo | 24  | EU | Manchester United   | Átigazolás              | Nyár                | 2015           | 94M €              |        |
| 22      | KP   | spanyol  | Xabi Alonso       | 27  | EU | Liverpool           | Átigazolás              | Nyár                | 2014           | 35+5M €            |        |
| 17      | CS   | spanyol  | Álvaro Negredo    | 23  | EU | Almería             | Átigazolás              | Nyár                | 2013           | 5M €               |        |
| 18      | V    | spanyol  | Raúl Albiol       | 23  | EU | Valencia            | Átigazolás              | Nyár                | 2014           | 15M €              |        |
| 11      | CS   | francia  | Karim Benzema     | 21  | EU | Lyon                | kölcsönbe               | nyár                | 2015           | 35M €              |        |
| 24      | KP   | spanyol  | Esteban Granero   | 21  | EU | Getafe              | Átigazolás              | nyár                | 2013           | 4.5M €             |        |
| 26      | K    | spanyol  | Antonio Adán      | 22  | EU | Utánpótlás rendszer | Utánpótlásból felkerült | nyár                | 2012           | Utánpótlás         |        |

Összes kiadás: 261M €

### Távozók
| Mezszám | Poszt | Nemzet   | Név                 | Kor | EU | Hová             | Ár                               | jegyzet |
| ------- | ----- | -------- | ------------------- | --- | -- | ---------------- | -------------------------------- | ------- |
| 18      | KP    | francia  | Julien Faubert      | 25  | EU | West Ham United  | kölcsönből vissza                |         |
| 5       | V     | olasz    | Fabio Cannavaro     | 35  | EU | Juventus         | Ingyen                           |         |
| 9       | CS    | argentin | Javier Saviola      | 27  | EU | Benfica          | 5M €                             |         |
| 18      | KP    | spanyol  | Rubén de la Red     | 24  | EU |                  | Szívproblémák miatt visszavonult |         |
| 13      | K     | spanyol  | Jordi Codina        | 27  | EU | Getafe           | ingyen                           |         |
| 13      | KP    | spanyol  | Javi García         | 22  | EU | Benfica          | 5M €                             |         |
| 17      | KP    | spanyol  | Daniel Parejo       | 20  | EU | Getafe           | 3M €                             |         |
| 16      | V     | argentin | Gabriel Heinze      | 31  | EU | O.Marseille      | 1.5M €                           |         |
| 2       | V     | argentin | Míchel Salgado      | 33  | EU | Blackburn Rovers | ingyen                           |         |
| 19      | CS    | holland  | Klaas-Jan Huntelaar | 25  | EU | Milan            | 15M €                            |         |
| 17      | CS    | spanyol  | Álvaro Negredo      | 23  | EU | Sevilla          | 15M €                            |         |
| 10      | KP    | holland  | Wesley Sneijder     | 23  | EU | Internazionale   | 15M €                            |         |
| 22      | KP    | holland  | Arjen Robben        | 25  | EU | Bayern München   | 25M €                            |         |
| 11      | V     | spanyol  | Miguel Torres       | 23  | EU | Getafe           | 2M €                             |         |
| 17      | CS    | holland  | Ruud van Nistelrooy | 33  | EU | Hamburger SV     | ingyen                           |         |

Összes bevétel:  88.5M €

## La Liga
Győzelem
      Döntetlen
      Vereség
| Forduló | Ellenfél               | H/V | Eredmény |
| ------- | ---------------------- | --- | -------- |
| 1       | Deportivo de La Coruña | H   | 3–2      |
| 2       | Espanyol               | V   | 0–3      |
| 3       | Xerez                  | H   | 5–0      |
| 4       | Villarreal             | V   | 0–2      |
| 5       | Tenerife               | H   | 3–0      |
| 6       | Sevillal               | V   | 2–1      |
| 7       | Real Valladolid        | H   | 4–2      |
| 8       | Sporting Gijón         | V   | 0–0      |
| 9       | Getafe                 | H   | 2–0      |
| 10      | Atlético Madrid        | V   | 2–3      |
| 11      | Racing de Santander    | H   | 1–0      |
| 12      | Barcelona              | V   | 1–0      |
| 13      | Almería                | H   | 4–2      |
| 14      | Valencia               | V   | 2–3      |
| 15      | Zaragoza               | H   | 6–0      |
| 16      | Osasuna                | V   | 0–0      |
| 17      | Mallorca               | H   | 2–0      |
| 18      | Athletic Bilbao        | V   | 1–0      |
| 19      | Málaga                 | H   | 2–0      |

| Forduló | Ellenfél               | H/V | Eredmény |
| ------- | ---------------------- | --- | -------- |
| 20      | Deportivo de La Coruña | V   | 1–3      |
| 21      | Espanyol               | H   | 3–0      |
| 22      | Xerez                  | V   | 0–3      |
| 23      | Espanyol               | H   | 6–2      |
| 24      | Tenerife               | V   | 1–5      |
| 25      | Sevilla                | H   | 3–2      |
| 26      | Real Valladolid        | V   | 1–4      |
| 27      | Sporting Gijón         | H   | 3–1      |
| 28      | Getafe                 | V   | 2–4      |
| 29      | Atlético Madrid        | H   | 3–2      |
| 30      | Racing de Santander    | V   | 0–2      |
| 31      | Barcelona              | H   | 0–2      |
| 32      | Almería                | V   | 1–2      |
| 33      | Valencia               | H   | 2–0      |
| 34      | Zaragoza               | V   | 1–2      |
| 35      | Osasuna                | H   | 3–2      |
| 36      | Mallorca               | V   | 1–4      |
| 37      | Athletic Bilbao        | H   | 5–1      |
| 38      | Málaga                 | V   | 1–1      |

## Spanyol kupa

### Első mérkőzés
| 2009. október 27. 22:00 |

| Alcorcón                             | 4–0         | Real Madrid |
| ------------------------------------ | ----------- | ----------- |
| Pérez 16' 53' Arbeloa 0' Ernesto 39' | Jegyzőkönyv |             |

| Estadio Santo Domingo, Alcorcón, Madrid Nézőszám: 2,997 Játékvezető: Javier Turienzo Álvarez (Castile és León) |

| ALCORCÓN:            |    |                  |       |     |
|                      |    |                  |       |     |
| K                    | 1  | Juanma           | 90+1' |     |
| V                    | 17 | Rubén Anuarbe    |       |     |
| V                    | 18 | Íñigo López      | 52'   |     |
| V                    | 20 | Borja Gómez      |       |     |
| V                    | 15 | Nagore           | 7'    |     |
| KP                   | 8  | Rubén Sanz       |       |     |
| KP                   | 11 | Ernesto          |       | 63' |
| KP                   | 10 | Sergio Mora      |       |     |
| KP                   | 16 | Fernando Béjar   |       | 75' |
| CS                   | 14 | Diego Cascón     |       |     |
| CS                   | 22 | Borja Pérez      |       | 81' |
| Cserék:              |    |                  |       |     |
| K                    | 13 | Eladio           |       |     |
| V                    | 4  | Mario            |       |     |
| KP                   | 21 | Jérémy Lempereur |       | 63' |
| KP                   | 19 | Carmelo          |       | 73' |
| CS                   | 9  | Bravo            |       | 81' |
| Vezetőedző:          |    |                  |       |     |
| Juan Antonio Anquela |    |                  |       |     |

| REAL MADRID:      |    |                      |     |     |
|                   |    |                      |     |     |
| K                 | 13 | Jerzy Dudek          |     |     |
| V                 | 2  | Álvaro Arbeloa       |     |     |
| V                 | 18 | Raúl Albiol          | 61' |     |
| V                 | 21 | Christoph Metzelder  |     |     |
| V                 | 15 | Royston Drenthe      |     |     |
| KP                | 6  | Mahamadou Diarra     | 77' |     |
| KP                | 14 | Guti                 | 43' | 45' |
| KP                | 23 | Rafael van der Vaart |     |     |
| KP                | 24 | Esteban Granero      |     | 61' |
| CS                | 7  | Raúl                 |     | 71' |
| CS                | 11 | Karim Benzema        |     |     |
| Cserék:           |    |                      |     |     |
| K                 | 26 | Antonio Adán         |     |     |
| V                 | 19 | Ezequiel Garay       |     |     |
| KP                | 5  | Fernando Gago        |     | 45' |
| V                 | 12 | Marcelo              |     | 61' |
| CS                | 17 | Ruud van Nistelrooy  |     | 71' |
| Vezetőedző:       |    |                      |     |     |
| Manuel Pellegrini |    |                      |     |     |

| Man of the Match: Borja Pérez (Alcorcón) |

### Második mérkőzés
| 2009. november 10. 20:00 |

| Real Madrid | 1–0         | Alcorcón                              |
| ----------- | ----------- | ------------------------------------- |
|             | Jegyzőkönyv | Nagore 40' Sanz 65' Santiago Bernabéu |

| Madrid Játékvezető: David Fernández Borbalán (spanyol, andalúz) |

## UEFA-bajnokok ligája

### 1. mérkőzések
| 2010. február 16. 20:45 |

| Lyon       | 1–0               | Real Madrid |
| ---------- | ----------------- | ----------- |
| Makoun 47' | (0–0) Jegyzőkönyv |             |

| Stade de Gerland, Lyon Nézőszám: 40 327 Játékvezető: Martin Atkinson (angol) |

### 2. mérkőzések
| 2010. március 10. 20:45 |

| Real Madrid | 1–1               | Lyon       |
| ----------- | ----------------- | ---------- |
| Ronaldo 6'  | (1–0) Jegyzőkönyv | Pjanić 75' |

| Santiago Bernabéu, Madrid Nézőszám: 71 569 Játékvezető: Nicola Rizzoli (olasz) |

## A végeredmény
| #   | Csapat                | M  | GY | D  | V  | G+ – G– | GK  | P                                    | Megjegyzések                              | Egymás elleni           |
| --- | --------------------- | -- | -- | -- | -- | ------- | --- | ------------------------------------ | ----------------------------------------- | ----------------------- |
| 1.  | FC BarcelonaCV, K (B) | 38 | 31 | 6  | 1  | 98–24   | +74 | 99                                   | 2010–2011-es Bajnokok Ligája – csoportkör |                         |
| 2.  | Real Madrid           | 38 | 31 | 3  | 4  | 102–35  | +67 | 96                                   | 2010–2011-es Bajnokok Ligája – csoportkör |                         |
| 3.  | Valencia CF           | 38 | 21 | 8  | 9  | 59–40   | +19 | 71                                   | 2010–2011-es Bajnokok Ligája – csoportkör |                         |
| 4.  | Sevilla FC (KGY)      | 38 | 19 | 6  | 13 | 65–49   | +16 | 63                                   | 2010–2011-es Bajnokok Ligája – rájátszás  |                         |
| 5.  | RCD Mallorca          | 38 | 18 | 8  | 12 | 59–44   | +15 | 62                                   | 2010–2011-es Európa-liga – rájátszás1     |                         |
| 6.  | Getafe CF             | 38 | 17 | 7  | 14 | 58–48   | +10 | 58                                   | 2010–2011-es Európa-liga – rájátszás1     |                         |
| 7.  | Villarreal CF         | 38 | 16 | 8  | 14 | 58–57   | +1  | 56 \|rowspan="2" bgcolor="#FAFAFA"\| |                                           |                         |
| 8.  | Athletic Club         | 38 | 15 | 9  | 14 | 50–53   | −3  | 54                                   |                                           |                         |
| 9.  | Atlético Madrid       | 38 | 13 | 8  | 17 | 57–61   | −4  | 47                                   | 2010–2011-es Európa-liga – Csoportkör2    | DEP–ATM 2:1 ATM–DEP 3:0 |
| 10. | Deportivo La Coruña   | 38 | 13 | 8  | 17 | 35–49   | −14 | 47 \|rowspan="8" bgcolor="#FAFAFA"\| |                                           | DEP–ATM 2:1 ATM–DEP 3:0 |
| 11. | Espanyol              | 38 | 11 | 11 | 16 | 29–46   | −17 | 44                                   |                                           |                         |
| 12. | Osasuna               | 38 | 11 | 10 | 17 | 37–46   | −9  | 43                                   |                                           |                         |
| 13. | UD Almería            | 38 | 10 | 12 | 16 | 43–55   | −12 | 42                                   |                                           |                         |
| 14. | Real ZaragozaÚ        | 38 | 10 | 11 | 17 | 46–64   | −18 | 41                                   |                                           |                         |
| 15. | Sporting Gijón        | 38 | 9  | 13 | 16 | 36–51   | −15 | 40                                   |                                           |                         |
| 16. | Racing Santander      | 38 | 9  | 12 | 17 | 42–59   | −17 | 39                                   |                                           |                         |
| 17. | Málaga CF             | 38 | 7  | 16 | 15 | 42–48   | −6  | 37                                   |                                           |                         |
| 18. | Real Valladolid (K)   | 38 | 7  | 15 | 16 | 37–62   | −25 | 36                                   | Segunda División                          | VAL–TEN 3:3 TEN–VAL 0:0 |
| 19. | CD TenerifeÚ (K)      | 38 | 9  | 9  | 20 | 40–74   | −34 | 36                                   | Segunda División                          | VAL–TEN 3:3 TEN–VAL 0:0 |
| 20. | Xerez CDÚ (K)         | 38 | 8  | 10 | 20 | 38–66   | −28 | 34                                   | Segunda División                          |                         |

Utolsó frissítés: 2010. május 16. 
Forrás: lfp.es (spanyolul) 
A rangsorolás alapszabályai: 1. összpontszám, 2. egymás elleni eredmények összpontszáma, 3. egymás elleni eredmények gólkülönbsége, 4. egymás ellen vendégként szerzett gólok száma, 5. gólkülönbség, 6. szerzett gólok száma.
1A már BL-induló Sevilla FC nyerte a 2009–2010-es spanyol kupát, így a bajnokság 5. és 6. helyezettje a [[2010–2011-es Európa-liga>Rájátszás|2010–2011-es Európa-liga]] rájátszásában jogosult indulni.
2Az Atlético Madrid nyerte a 2009–2010-es Európa-ligát, így a címvédő jogán a 2010–2011-es kiírás csoportkörében jogosult indulni.
(B): Bajnokcsapat, (K): Kieső csapat, (F): Feljutó csapat, (I): Kupainduló, (R): A rájátszás győztese, (KGY): Kupagyőztes

## Góllövőlista
| #  | Játékos              | Poszt | League | Bajnokok Ligája | Copa del Rey | Összesen |
| -- | -------------------- | ----- | ------ | --------------- | ------------ | -------- |
| 1  | Cristiano Ronaldo    | CS    | 26     | 7               | 0            | 33       |
| 2  | Gonzalo Higuaín      | CS    | 27     | 2               | 0            | 29       |
| 3  | Kaká                 | KP    | 8      | 1               | 0            | 9        |
| 3  | Karim Benzema        | CS    | 8      | 1               | 0            | 9        |
| 5  | Rafael van der Vaart | KP    | 6      | 0               | 1            | 7        |
| 5  | Raúl                 | CS    | 5      | 2               | 0            | 7        |
| 7  | Marcelo              | V     | 4      | 0               | 0            | 4        |
| 7  | Sergio Ramos         | V     | 4      | 0               | 0            | 4        |
| 9  | Guti                 | KP    | 2      | 1               | 0            | 3        |
| 9  | Esteban Granero      | KP    | 3      | 0               | 0            | 3        |
| 9  | Xabi Alonso          | KP    | 3      | 0               | 0            | 3        |
| 12 | Álvaro Arbeloa       | V     | 2      | 0               | 0            | 2        |
| 13 | Raúl Albiol          | V     | 0      | 1               | 0            | 1        |
| 13 | Ezequiel Garay       | V     | 1      | 0               | 0            | 1        |
| 13 | Lassana Diarra       | KP    | 1      | 0               | 0            | 1        |
| 13 | Pepe                 | V     | 1      | 0               | 0            | 1        |
| 13 | Ruud van Nistelrooy  | CS    | 1      | 0               | 0            | 1        |
| 13 | Royston Drenthe      | V     | 0      | 1               | 0            | 1        |

## Külső hivatkozások
- Hivatalos weboldal